# إل بوستي
بلدية إل بوستي (بالإسبانية: El Buste) هي بلدية تقع في مقاطعة سرقسطة التابعة لمنطقة أراغون شمال شرق إسبانيا.

## الديموغرافيا
بلغ عدد سكان بلدية إل بوستي 83 نسمة عام 2011 (وفقاً للمعهد الوطني الإسباني للإحصاء).
| 121 | 107 | 105 | 91 | 94 | 90 | 83 |